# فینال لیگ قهرمانان آسیا ۲۰۱۰
فینال لیگ قهرمانان آسیا ۲۰۱۰ رقابت نهایی بین دو تیم راه یافته به مرحلهٔ نهایی لیگ قهرمانان آسیا ۲۰۱۰ نیز بود. دو تیم ذوب‌آهن از ایران و سئونگنام ایلهوا چونما از کره جنوبی، با پشت سر گذاشتن حریفان خود، موفق به رسیدن به مرحلهٔ فینال این دوره از مسابقات لیگ قهرمانان آسیا شدند.
فینال این دوره از مسابقات در تاریخ ۱۳ نوامبر ۲۰۱۰ و در ورزشگاه ملی توکیو برگزار شد.
سئونگنام ایلهوا چونما در تک مسابقهٔ فینال موفق شد ذوب‌آهن را با نتیجهٔ ۱–۳ شکست دهد تا به مقام قهرمانی دست پیدا کند و به مسابقات جام باشگاه‌های جهان راه پیدا کند.

## مسیر راه‌یابی به فینال
| تیم                   | بازی | بر | م | با | ز  | خ  | ت  | امتیاز |
| --------------------- | ---- | -- | - | -- | -- | -- | -- | ------ |
| سئونگنام ایلهوا چونما | ۶    | ۵  | ۰ | ۱  | ۱۱ | ۶  | ۵+ | ۱۵     |
| بیجینگ گوان           | ۶    | ۳  | ۱ | ۲  | ۷  | ۵  | ۲+ | ۱۰     |
| کاوازاکی فرونتال      | ۶    | ۲  | ۰ | ۴  | ۸  | ۸  | ۰  | ۶      |
| ملبورن ویکتوری        | ۶    | ۱  | ۱ | ۴  | ۳  | ۱۰ | ۷– | ۴      |

| تیم      | بازی | بر | م | با | ز  | خ  | ت   | امتیاز |
| -------- | ---- | -- | - | -- | -- | -- | --- | ------ |
| ذوب‌آهن   | ۶    | ۴  | ۱ | ۱  | ۸  | ۳  | ۵+  | ۱۳     |
| بنیادکار | ۶    | ۳  | ۱ | ۲  | ۱۰ | ۷  | ۳+  | ۱۰     |
| الاتحاد  | ۶    | ۲  | ۲ | ۲  | ۹  | ۷  | ۲+  | ۸      |
| الوحده   | ۶    | ۱  | ۰ | ۵  | ۳  | ۱۳ | ۱۰– | ۳      |

## اطلاعات مسابقه
| سئونگنام ایلهوا چونما                                    | ۳ – ۱ | ذوب‌آهن              |
| -------------------------------------------------------- | ----- | ------------------- |
| ساشا اوگننوفسکی ۲۹' · چو بیونگ کوک ۵۳' · کیم چئول-هو ۸۳' | گزارش | محمدرضا خلعتبری ۶۷' |

| {{{title}}} | {{{title}}} |